# Oberamt Tettnang

Karte der württembergischen Oberämter, Stand 1926

Das Oberamt Tettnang war ein württembergischer Verwaltungsbezirk (auf beigefügter Karte #52), der 1934 in Kreis Tettnang, 1938 in Kreis Friedrichshafen, 1945 in Landkreis Tettnang umbenannt wurde und im Rahmen der Kreisreform Baden-Württemberg 1973 im Bodenseekreis aufging. Allgemeine Informationen zu württembergischen Oberämtern siehe Oberamt (Württemberg).

## Geschichte

Oberamt Tettnang, Gebietsstand 1813, mit den früheren Herrschafts- und Ämtergrenzen
Legende

Um 1800 gehörte das südliche Oberschwaben mehrheitlich zu Vorderösterreich. Württemberg erhielt im Frieden von Pressburg den westlichen Teil des österreichischen Gebiets und bildete aus den Neuerwerbungen das Oberamt Altdorf. Der östliche Teil mit dem Hauptort Tettnang fiel 1805 an Bayern (siehe Landgericht Tettnang) und kam mit dem Pariser Grenzvertrag 1810 zu Württemberg, das noch im selben Jahr das Oberamt Tettnang errichtete und 1813 mit dem Kauf der seit 1803 hohenzollerischen Herrschaft Hirschlatt sein Territorium abrundete. Das von 1818 bis 1924 dem Donaukreis zugeordnete Oberamt Tettnang grenzte an die Oberämter Wangen und Ravensburg, das Großherzogtum Baden, das Königreich Bayern und die hohenzollerische, ab 1850 preußische Exklave Achberg. Als einziger württembergischer Bezirk hatte es – mit einer Uferlänge von etwa 25 km – Anteil am Bodensee.

### Ehemalige Herrschaften

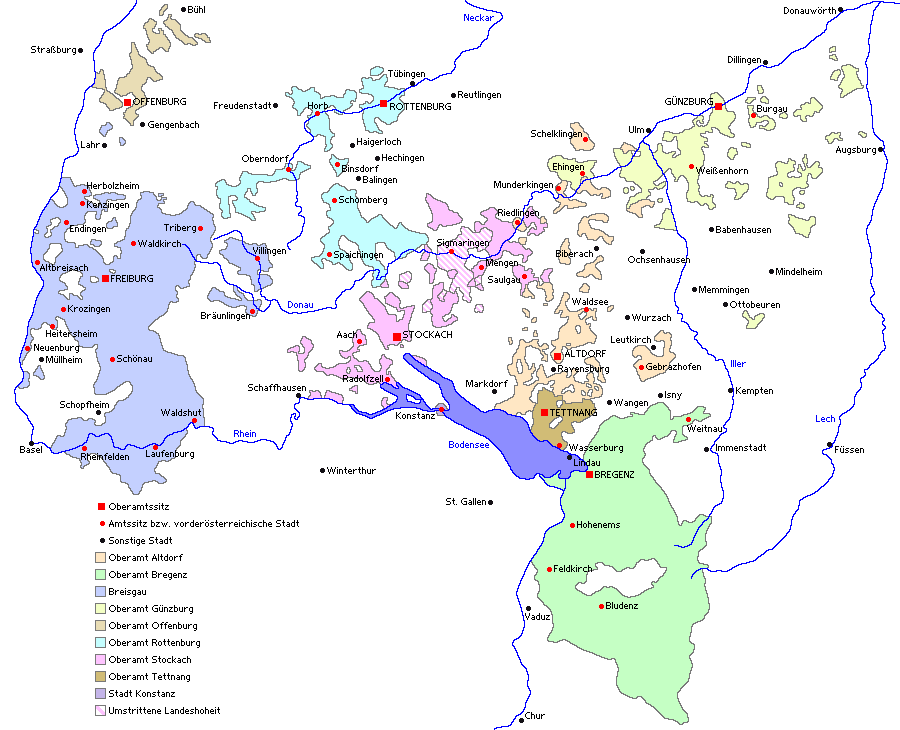
Vorderösterreich um 1780

1813, nach Abschluss der Gebietsreform, setzte sich der Bezirk aus Bestandteilen zusammen, die im Jahr 1800 zu folgenden Herrschaften gehört hatten:
- Vorderösterreich
Das Territorium setzte sich aus mehreren Herrschaften mit unterschiedlicher Geschichte zusammen. Während die westlich der Schussen gelegenen Ämter Fischbach und Dürnast-Eggenweiler der Landvogtei Schwaben bereits seit dem Mittelalter habsburgisch waren, kam der östliche Teil, die aus den Herrschaften Tettnang, Argen und Schomburg bestehende Grafschaft Montfort, erst 1780 zu Österreich. Zur Landvogtei gehörten die späteren Gemeinden Ailingen und Berg sowie Teile von Oberteuringen, Taldorf und Ettenkirch, zu Montfort die Stadt Tettnang und die späteren Gemeinden Tannau, Kaltenberg, Unter-Meckenbeuren, Neukirch, Flunau, Langnau, Oberdorf, Langenargen, Hemigkofen, Nonnenbach und Schomburg.
- Reichsstadt Ravensburg: Neuhaus, Bitzenhofen und Bavendorf.
- Reichsstadt Buchhorn: Buchhorn (1811 in Friedrichshafen aufgegangen), Herrschaft Baumgarten-Eriskirch.
- Reichsstadt Lindau: Spitalgericht Laimnau.
- Reichsabtei Weingarten: Herrschaften Liebenau und Brochenzell, Vogtei Hofen.
- Reichsabtei Weißenau: Taldorf, Unterteuringen, Herrschaft Ebersberg bei Neukirch, große Teile der späteren Gemeinde Liebenau (Schwarzenbach, Ober- und Untereisenbach).
- Reichsabtei Ochsenhausen: Schloßgut Hersberg.
- Kloster Kreuzlingen: Herrschaft Hirschlatt, unter österreichischer Landeshoheit.
- Dem Fürsten von Fürstenberg als Inhaber der Grafschaft Heiligenberg standen Blutgerichtsbarkeit und Forsthoheit im rechts der Rotach gelegenen Teil von Teuringen zu.

## Gemeinden

### Einwohnerzahlen 1838
Folgende Gemeinden waren 1838 dem Oberamt Tettnang unterstellt:
| Nr. | frühere Gemeinde     | Einwohnerzahl 1838 | Einwohnerzahl 1838 | heutige Gemeinde       |
| Nr. | frühere Gemeinde     | evangel.           | kathol.            | heutige Gemeinde       |
| --- | -------------------- | ------------------ | ------------------ | ---------------------- |
| 1   | Tettnang             | 27                 | 1333               | Tettnang               |
| 2   | Ailingen             | 7                  | 758                | Friedrichshafen        |
| 3   | Berg                 | 37                 | 1292               | Friedrichshafen        |
| 4   | Eriskirch            | 18                 | 303                | Eriskirch              |
| 5   | Ettenkirch           | –                  | 871                | Friedrichshafen        |
| 6   | Flunau               | 1                  | 1114               | Neukirch               |
| 7   | Friedrichshafen      | 230                | 842                | Friedrichshafen        |
| 8   | Hemigkofen           | 19                 | 1439               | Kressbronn am Bodensee |
| 9   | Hirschlatt           | 1                  | 327                | Friedrichshafen        |
| 10  | Kaltenberg           | –                  | 756                | Tettnang               |
| 11  | Laimnau              | –                  | 467                | Tettnang               |
| 12  | Langenargen          | 35                 | 1044               | Langenargen            |
| 13  | Langnau              | –                  | 764                | Tettnang               |
| 14  | Liebenau             | –                  | 423                | Meckenbeuren           |
| 15  | Neukirch             | 3                  | 1218               | Neukirch               |
| 16  | Nonnenbach           | 19                 | 468                | Kressbronn am Bodensee |
| 17  | Oberdorf             | –                  | 679                | Langenargen            |
| 18  | Ober-Theuringen      | 1                  | 984                | Oberteuringen          |
| 19  | Schomburg            | –                  | 851                | Wangen im Allgäu       |
| 20  | Tannau               | 7                  | 1228               | Tettnang               |
| 21  | Thaldorf             | 1                  | 828                | Ravensburg             |
| 22  | Unter-Meckenbeuren 1 | 7                  | 1500               | Meckenbeuren           |
|     | Summe                | 413                | 19489              |                        |

### Änderungen im Gemeindebestand seit 1813

Gemeinden und Markungen um 1860

1815 bestanden neben der Oberamtsstadt Tettnang und der 1811 aus Buchhorn und Hofen gebildeten Stadt Friedrichshafen 17 weitere Schultheißereien: Eggenweiler, Eriskirch, Flunau, Hagendorn, Hemigkofen, Hirschlatt, Kaltenberg, Laimnau, Langenargen, Langnau, Liebenau, Missenhardt, Neukirch, Oberdorf, Schomburg, Taldorf, Untermeckenbeuren. Nachdem die Verfassung von 1819 die Grundlage für die kommunale Selbstverwaltung bereitet hatte, konstituierten sich die Gemeinden im modernen Sinne.
1822 wurde Nonnenbach von Hemigkofen getrennt und zur selbständigen Gemeinde erhoben.
1823 entstanden aus der Schultheißerei Eggenweiler die selbständigen Gemeinden Ettenkirch und Oberteuringen. Die Wohnplätze Behweiler, Erbenweiler und Vittenhag wurden von Taldorf nach Oberteuringen umgemeindet, umgekehrt kamen einige bisher zu Eggenweiler gehörige Orte, wie Oberzell, Albersfeld und Klöcken, zur Gemeinde Taldorf.
1824 änderte die Gemeinde Missenhardt ihren Namen in Tannau.
1825 entstanden aus der ehemaligen Schultheißerei Hagendorn die selbständigen Gemeinden Berg und Ailingen.
Bis 1828 wurden umgemeindet: Rattenweiler von Tannau nach Langnau, Schleinsee von Tannau nach Hemigkofen, Alberweiler von Neukirch nach Tannau.
1842 wurde die Gemeinde Taldorf vom Oberamt Tettnang zum Oberamt Ravensburg versetzt, gleichzeitig Erbenweiler von Oberteuringen nach Taldorf umgemeindet.
1846 trat ein 1843 zwischen Baden und Württemberg geschlossener Staatsvertrag in Kraft, der das Oberamt Tettnang an zwei Stellen betraf: Schloss Hersberg, bislang zur Gemeinde Berg gehörige württembergische Exklave, wurde an Baden abgetreten. Als Ausgleich kam der bisher badische Anteil von Waggershausen zu Württemberg.
1850 wurde Schnetzenhausen von Berg getrennt und zur selbständigen Gemeinde erhoben.
1853 wurden Obereisenbach, Untereisenbach und Scheiben von Liebenau nach Kaltenberg umgemeindet, worauf die Gemeinde Kaltenberg ihren Namen in Obereisenbach änderte. Umgekehrt kamen Blumenrain, Feurenmoos, Madenreute, Mühlebach und Untertennenmoos von Kaltenberg zu Liebenau.
1854 wurden Hohenreute und Ottmarsreute von Untermeckenbeuren nach Liebenau umgemeindet.
1910 wurden Löwental, St. Georgen und ein Teil von Trautenmühle von Schnetzenhausen nach Friedrichshafen umgemeindet. 1914 folgten der Rest von Trautenmühle sowie Teile von Jettenhausen, Meistershofen und Waggershausen.
1934 wurden Hemigkofen und Nonnenbach zur Gemeinde Hemigkofen-Nonnenbach zusammengeschlossen, deren Name noch im selben Jahr in Kreßbronn am Bodensee geändert wurde.
1937 erfolgte eine umfassende Neueinteilung der Gemeinden, deren Zahl von 21 auf 14 sank. Im Einzelnen:
- Berg wurde nach Ailingen eingemeindet.
- Laimnau wurde nach Langnau eingemeindet.
- Schnetzenhausen wurde nach Friedrichshafen ein-, Allmannsweiler von Ailingen nach Friedrichshafen umgemeindet.
- Der Hauptteil der aufgehobenen Gemeinde Flunau wurde nach Neukirch eingegliedert, einzelne Wohnplätze nach Langnau bzw. Tannau.
- Der Hauptteil der aufgehobenen Gemeinde Liebenau wurde nach Meckenbeuren eingegliedert, einzelne Wohnplätze nach Tettnang.
- Der Hauptteil der aufgehobenen Gemeinde Obereisenbach wurde nach Tannau eingegliedert, einzelne Wohnplätze nach Meckenbeuren bzw. Tettnang.
- Die Gemeinde Hirschlatt wurde aufgehoben. Der Ort Hirschlatt kam zur Gemeinde Ettenkirch, aus dem Rest entstand die neue Gemeinde Kehlen, der auch einige zuvor zu Meckenbeuren bzw. Oberdorf bzw. Tettnang gehörige Wohnplätze zugeteilt wurden. Brochenzell wurde von Ettenkirch nach Meckenbeuren umgemeindet.
- Der Hauptort der aufgehobenen Gemeinde Oberdorf wurde nach Langenargen eingegliedert, der Rest auf die Gemeinden Eriskirch, Kehlen und Kreßbronn verteilt.

## Amtsvorsteher
Die Oberamtmänner des Oberamts Tettnang 1810–1937:
- 1810–1822: Max Gugger von Staudach
- 1822–1836: Johann Friedrich von Klemm
- 1836–1843: Emil Walther
- 1844–1851: Adolf Grüzmann
- 1851–1853: Christoph Anton von Wolff
- 1854–1858: Ferdinand Wilhelm Heinrich Geß
- 1858–1866: Karl Rampacher
- 1866–1873: Max Hermann Zengerle
- 1873–1882: Maximilian Michael Hölldampf
- 1882–1884: Heinrich von Mosthaf
- 1884–1887: Hugo Miller
- 1887–1902: Karl Liebherr
- 1902–1906: Edmund Rau
- 1906–1917: Otto Bockshammer
- 1917–1918: Wilhelm Riekert
- 1918–1920: Rudolf Scholl
- 1920–1921: Ferdinand Frauer (Amtsverweser)
- 1921–1921: Albert Bothner (Amtsverweser)
- 1921–1937: Paul Hofmeister